# Fédération du Panama de football
La Fédération du Panama de football (Federación Panameña de Fútbol (es) FEPAFUT) est une association regroupant les clubs de football du Panama et organisant les compétitions nationales et les matchs internationaux de la sélection du Panama.
La fédération nationale du Panama est fondée en 1937. Elle est affiliée à la FIFA depuis 1938 et est membre de la CONCACAF.

## Identité

### Logos

Logo jusqu'en 2024.
Logo depuis 2024.